# ويليام دبليو. شابمان
ويليام دبليو. شابمان (بالإنجليزية: William W. Chapman)‏ هو محامي وصحفي وسياسي أمريكي، ولد في 11 أغسطس 1808 في الولايات المتحدة، وتوفي في 18 أكتوبر 1892 في نفس البلد. حزبياً، نشط في الحزب الديمقراطي. وقد انتخب عضو مجلس نواب أوريغون.